# Basile Gras

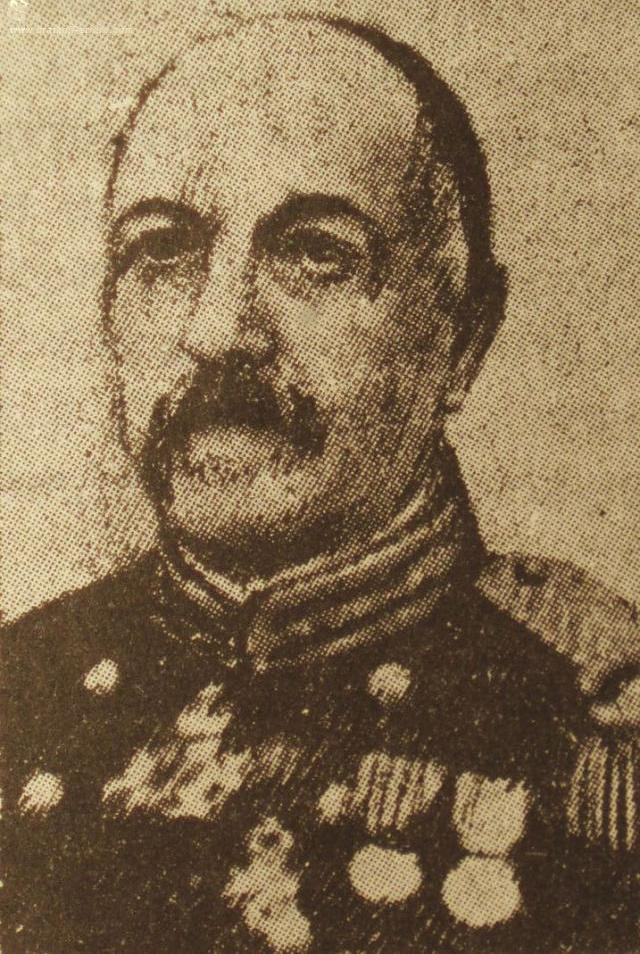
Basile Gras

Basile Gras (* 1836 in St. Amans de Pellaga; † 15. April 1901 in Auxerre) war ein französischer General.
Gras wurde 1858 Leutnant und stieg bis 1894 zum Général de division und Gouverneur von Lyon auf. Er war Professor an der Schießschule in Chalons und entwickelte dort ein Gewehr.
Gras konstruierte 1874 ein Infanteriegewehr, das unter der Bezeichnung Gras Modell 1874 bekannt wurde und in der Französischen Armee eingeführt und bis zur Übernahme des Mehrladers 1886 benutzt wurde. Das griechische Heer nutzte den Gras-Einzellader noch bis Anfang des 20. Jahrhunderts.